# Santalum murrayanum
Santalum murrayanum är en sandelträdsväxtart som först beskrevs av T. Mitch., och fick sitt nu gällande namn av C. Gardner. Santalum murrayanum ingår i släktet Santalum och familjen sandelträdsväxter. Inga underarter finns listade i Catalogue of Life.